# Andrena orientana
Andrena orientana är en biart som beskrevs av Warncke 1965. Andrena orientana ingår i släktet sandbin, och familjen grävbin. Inga underarter finns listade i Catalogue of Life.